# 乳突梾木
乳突梾木（学名：Swida papillosa）为山茱萸科梾木属下的一个种。